# Gare de Golfech
Gare de Golfech vasútállomás Franciaországban, Golfech településen.

## Vasútvonalak
Az állomást az alábbi vasútvonalak érintik:
- Bordeaux–Sète-vasútvonal

## Kapcsolódó állomások
A vasútállomáshoz az alábbi állomások vannak a legközelebb:
- Gare de Lamagistère (Gare de Bordeaux-Saint-Jean, Bordeaux–Sète-vasútvonal)
- Gare de Valence-d'Agen (Gare de Sète, Bordeaux–Sète-vasútvonal)